# Пажимський Олександр Матвійович
Олекса́ндр Матві́йович Пажи́мський (* 27 грудня 1937) — український краєзнавець, етнограф, історик і художник. Член Національної Спілки художників України (з 1990). Член Національної Спілки майстрів народного мистецтва України (з 1997). Заслужений майстер народної творчості України (з 1999).

## Життєпис
В 1930-ті родина Пажимських покинули південну Волинь перед небезпекою бути репресованим, як поляки. Перед Другою світовою війною Олександр разом з батьками переїздить до Самчиків, що на Старокостянтинівщині. Батько — Матеуш Пажимський, мати якого була з відомого місцевого польського роду Буковських, а батько Антоній — походженням із центральної Польщі. Шляхетський рід Пажимських записаний у польських гербівниках з 1498 року. Мати Олександра — Марія Яківна Джура з шляхетного козацького роду. Один із дядьків Олександра був репресований із виселенням до Сибіру, де й загинув. Його вина: добрий господар й не визнання колгоспу — різновиду панщини.
Матеуш Пажимський першим в селі ставить динамомашину, що освітила електрикою кілька помешкань робітників й контору місцевого радгоспу; виготовляє першого радіоприймача, слухати якого збиралось біля оселі Пажимських щоденно чимало селян; по війні із розбитої під селом німецької техніки складає першу автовантажівку для радгоспу; в 1930-ті роки вперше на трактора приладнує електричне освітлення, що дало змогу працювати в нічний час без допомоги людини, що йшла попереду трактора із смолоскипом в руці. Про це згадували селяни ще у 1980-1990-ті.
Малювати розпочав рано. В школі він оформлювач стінної газети; не розлучився з цим в технічному училищі, де навчався, в армійській службі. В школі його обирають головою первинної організації ДТСААФ. Займався спортом у школі, в техучилищі у Львові, під час служби в Армії (Забайкалля, Російська Федерація). Був багаторазовим чемпіоном Хмельницької області з важкої атлетики товариства «Колос», учасником першості України, Російської Федерації від Алтайського краю. В армії його обирають звільненим секретарем комсомольської організації інженерного підрозділу авіаційної частини, яка стала найкращою серед авіаційних частин СРСР. Звільнившись із Армії, деякий час працює на Алтайському тракторному заводі (м. Рубцовськ, Російська Федерація) в ливарному цеху. Займається спортом: член збірної Алтайського краю з важкої атлетики.
Повернувшись у Самчики включається в громадське життя села. Організовує секцію важкої атлетики; команда в 1960-х роках стає призером, переможцем першості області.
В 1964 Олександер ініціює створення творчого об'єднання любителів мистецтва «Факел» (що пізніше отримує назву «Просвіт»). Його підтримують: Генадій Раковський, Володимир Поліщук, Михайло Юзвук, Михайло Панчук. Об'єднання видає рукописний альманах з творами членів об'єднання — поетами-початківцями, фотохудожниками тощо. Об'єднання — студія існує досьогодні й має звання "Народна студія «Просвіт». Відтоді ж влаштовуються виставки робіт з образотворчого, прикладного, фото-мистецтв. На першій виставці Олександер виставив свої роботи на осуд глядача. Це були твори в техніці живопису, карбування, розпису. В 1972 році закінчує Всесоюзний народний університет мистецтв ім. Н. Крупської.
Олександер Пажимський постійний учасник районних, обласних, всеукраїнських, колись всесоюзних, міжнародних виставок, фестивалів, симпозіумів.
В 1980 році стає одним із засновників (Андрій Соколов, Генадій Раковський, Віктор Кучер, Михайло Юзвук) сувенірного цеху при місцевому лісництві, працює майстром-художником. Наприкінці 1980-х років засновує дитячий художній гурток від об'єднання «Просвіт», який наприкінці 1980-х початку 1990-х започаткував дитячу художню школу традиційного народного мистецтва.
Мав персональні виставки, є учасником Всеукраїнських симпозіумів народного малярства та декоративного розпису. Учасник міжнародного етнофестивалю в Литві (м. Клайпеда) як народний майстер від України (2005).
1990 року установчий з'їзд Спілки майстрів народного мистецтва України в Києві, обирає Олександра Пажимського членом Великої ради. В 1990 у Києві на Першому міжнародний фестиваль фольклору де Олександр Пажимський представив галерею портретів 16 українських гетьманів. Це були кольорові портрети в рослинному обрамлені самчиківського розпису.
Твори Олександра Пажимського знаходяться в музеях Києва (Український центр народної культури ім. Івана Гончара, музей українського народного декоративного мистецтва, музей Гетьманства);
Львова (Етнографічний музей просто неба); Запоріжжя (Національний заповідник «Хортиця»);
Канева (Національний музей Тараса Шевченка);
Сум (художній музей);
Нетішина (історичний музей);
Хмельницького (обласний краєзнавчий музей).
Роботи знаходяться також в приватних музеях, збірках, колекціях України, США, Німеччини, Голландії, Англії, Канади. Публікувалися роботи в журналах: «Україна», «Народне мистецтво», «Народна творчість та етнографія», в календареві «В мире прекрасного», а робота «Землиця» прикрасила обкладинку книги «Закувала зозуленька».
Поєднання знань з історії (краєзнавства) й мистецтва, дало змогу Олександрові Пажимському створити ряд музеїв, які в свій час були еталонними. Він автор тематико-експозиційних планів (ТЕП) й художнього оформлення (архітектура експозиції тощо) музеїв історії (1974 р. присвоєно звання «Народний»), меморіального ГРС М. Прокоп'юка (1980 р. присвоєно звання «Народний») в Самчиках, Пасічній (1976 р.), Красносілці (1990), Пишках (1992), Левківці (1992), Олександрівці (1990, Вінниччина). А також багатьох тематичних постійно діючих, пересувних виставок — зокрема: «Відомі поляки на терені Старокостянтинівщини», «Ландшафтний архітект Діоніс МакКлер», «Мистецтво в побуті селян південної Волині», «Пам'ятки сакральної архітектури Старокостянтинівщини», «Маєток Самчики», «Маєток Самчики і люди, ХІХ ст.», «Письменник й громадський діяч Волині ХІХ ст. Юзеф Крашевський», «Символи України», інші.
З 1960-х Олександер Пажимський розпочинає свою громадську діяльність як дослідник-краєзнавець. Записує спогади самчиківських старожилів, а для уточнення й збагачення знань про село, край, виїздить до архівів, музеїв, бібліотек Києва, Житомира, Кам'янця-Подільського, Острога, Москви, зустрічається із відомими фахівцями.
Завдяки його ініціативі рішенням облдержадміністрації, на початку 1990-х створюється відділ «музей — маєток Самчики» обласного краєзнавчого музею. Завідувачем стає Олександер Пажимський. Розпочинаються ретрореконструкційні роботи в парку; на архітектурних будівлях. З палацу виводиться агрохімлабораторія сільськогосподарської дослідної станції, що завдала непоправної шкоди загалом палацу. Маєток потребував комплексної охорони. В 1997 Кабінет Міністрів ухвалює Постанову про оголошення «маєтку Самчики», враховуючи його історичну, мистецьку, культурну, екологічну, просвітницьку цінність — Державним історико-культурним заповідником «Самчики». Директором призначається Олександер Пажимський.
За роки творчої науково-дослідницької праці в численних експедиціях на терені Старокостянтинівщини, в архівах, бібліотеках Олександер разом з науковцями відділу, заповідника зібрав величезний матеріал з історії краю, народної традиційної культури, що влилося у працю «Матеріальна й духовна культура Старокостянтинівщини ХІХ початку ХХ ст.». Олександер є автором статей цієї праці: «Народний одяг Старокостянтинівщини», «Декоративний розпис», «Художнє ткацтво й килимарство», «Писанкарство», «Витинанка».
Із створенням в 1960-ті роки Українського товариства охорони пам'яток історії та культури (УТОПІК) стає його членом, головою первинної організації села. В 1990 році за вклад в пам'яткоохоронну справу обирається VI з'їздом УТОПІК в Чернігові членом Великої Ради товариства.
Як чин честі був виступ Олександра на районній конференції товариства охорони пам'яток історії й культури на початку 1980-х років проти руйнування (знищення) комуністичною владою старовинних дерев'яних церков, серед яких була дуже гарна церква волинського типу поставлена місцевим майстром в селі Решнівка. Відомий український фахівець сакрального мистецтва доктор Григорій Логвин про цю церкву писав Олександрові: «Це просто шедевр». Але танком її знищили. Загинули в цей період церкви в Губині, Деркачах, Решнівці, Іршиках, Киселях. Це був нечуваний на той час протест; Олександром Пажимським зайнялося КГБ, але він вистояв й продовжує боротися за збереження пам'яток культурної спадщини.
На початку 1970-х років (біля п'яти років) Олександер за завданням працівника університетської бібліотеки у Вроцлаві «Оссолінеум», архітектора за освітою п. Романа Афтанази, вивчає, досліджує, фіксує палацово-паркові ансамблі Рівненської, Тернопільської, Хмельницької, Вінницької, Житомирської областей. Для цього самотужки студіює мистецтво архітектури, вивчає термінологію, аби його описи палаців, їх інтер'єрів, парків (ландшафтна архітектура) були професійні. Його світлини (фото) й описи маєтків мають високу оцінку Романа Афтанази. В 11-ти томовій праці вміщено близько 500 світлин і описів маєтків зроблених Олександром, що дало повід для дарчого підпису на книгах Романом Афтанази Олександрові як співавторові цих книг. Це висока оцінка для Олександра від такого відомого дослідника маєтків. Праця Романа Афтанази вже витримала п'ять видань в Польщі; стала вельми популярною й в Україні. Це внесок Олександра в польську культуру й українську. Тоді ж він мав також неприємності від владців, спецорганів.
Олександер Пажимський — автор книги «Садибні ансамблі подільської Волині» (1997) та в співтоваристві із сином Богданом — книги «Маєтки (палацово-паркові ансамблі) Хмельниччини XVIII–XIX ст. ст.» (2006).
Ще одна грань зацікавлень Олександра — гербівництво. Він автор герба села Самчики (ще в 1960-х), герба свого роду, в співавторстві із художником Борисом Шнайдером (із села Самчики) гербів міста Старий Костянтинів, села Губин, Старокостянтинівського району, проекту гербів Херсонської, Хмельницької областей.
Ще одна грань діяльності Олександра — сценарист і режисер. В 1960-ті ним були написані сценарії тематичних вечорів «Отчий дім», «Осінні серпанки», свята-дійства до 300-ліття Переяславської угоди. Він автор-переможець конкурсу на найкращий сценарій проведення свята «Старокостянтинову — 430», автор сценарію й режисер свята села «Самчикам — 450». Автор проекту й сценарію та режисер краєзнавчої гри школярів «Це ви знаєте?!», яка проіснувала понад 10 років. Режисер свята «Козацькому роду, нема переводу» в Старому Костянтинові (1994). Автор проведення свята вшанування письменника й громадського діяча Волині ХІХ ст. Юзефа Ігнація Крашевського й відкриття пропам'ятної таблиці на будинку школи в с. Киселі де проживав письменник.Лауреат премії імені Бориса Возницького «За вагомий особистий внесок у розвиток музейної справи України» (2017 р).
Зараз працює на посаді старшого наукового співробітника Державного історико-культурного заповідника «Самчики». Займається відтворенням типологічних інтер'єрів ХІХ ст. палацу — заповідника, створенням в маєтковому парку нових об'ємно-просторових мистецьких композицій.
На гербові Пажимських стоїть девіз «GENE POLONUS, NATIONE RUTENUS» — «ГЕНИ ПОЛЬСЬКІ, НАЦІОНАЛЬНІСТЬ УКРАЇНСЬКА».

## Членство у творчих спілках і відзнаки
- член Національної спілки художників України (1992р);
- член Національної спілки майстрів народного мистецтва України (1992р);
- Заслужений майстер народної творчості України (1994р);
- лауреат Всеукраїнської премії ім. Данила Щербаківського (2002р);
- лауреат обласної премії ім. Петра Бучинського (2004р).
- член пам'яткоохоронної комісії області, член архітектурно — містобудівної ради м. Старокостянтинова
- Почесний член Житомирського науково-краєзнавчого товариства дослідників Волині (2006р).

## Найважливіші праці
- Український народний одяг терену Старокостянтинівщини. (Розвідка до монографії).
- Знамениті поляки на терені Старокостянтинівщини (XVIII–XX ст.).
- Маєток Антоніни. // Пам'ятки України, № 1, 1993
- Церква Параскеви П'ятниці в селі Самчики — пам'ятка національної культурної спадщини. (Монографія).
- Пажимський О. Садибні ансамблі Подільської Волині. — Хмельницький, 1997.
- Пажимський Б., Пажимський О. «Маєтки (палацово-паркові ансамблі) Хмельниччини XVIII–XIX ст.», Хм. — К., 2006.